# Карбеніцилін
Карбені́цилі́н – хімічна сполука, антибіотик, що належить до підгрупи карбоксипеніцилінів, похідних пеніциліну. Він був розроблений в фармацевтичній компанії Beecham та продавався під назвою Pyopen. Він активний проти Грам-негативних бактерій включаючи Pseudomonas aeruginosa, а також обмежено активний проти Грам-позитивних бактерій. Карбоксипеніциліни розкладаються під впливом ензимів бета-лактамаз, хоча вони стійкіші до дії лактамаз, ніж ампіцилін. Карбеніцилін є більш хімічно стабільним, ніж ампіцилін, за низьких значень pH.

## Фармакологія
Карбеніцилін добре розчинний у воді та є кислотно-лабільним. Типовою концентрацією, при якій проявляється його антибактеріальна активність, є 50 мкг/мл.
Цей антибіотик є напівсинтетичним аналогом натурального бензил-пеніциліну. Карбеніцилін може викликати гіпокаліємію.
В молекулярній біології, а саме в молекулярному клонуванні, карбеніцилін може використовуватись як покращений реагент для селекції трансформантів. Продукти, що утворюються при його ензиматичному розкладі, є менш токсичними, ніж ті що утворюються при розкладі ампіциліну. Окрім цього, карбеніцилін є більш хімічно стабільним, ніж ампіцилін. Недоліком карбеніциліну порівняно з ампіциліном є вища ціна.

## Спектр антибактеріальної активності
Карбеніцилін є активним проти бактерій, що викликають захворювання сечових шляхів, включаючи Pseudomonas aeruginosa, Escherichia coli, а також деяких представників Proteus. 